# Alasensaari (ö i Karstula)
Alasensaari är en ö i Alanensjö Finland. Den ligger i sjön Alanen och i kommunen Karstula i den ekonomiska regionen  Saarijärvi-Viitasaari och landskapet Mellersta Finland, i den centrala delen av landet, 290 km norr om huvudstaden Helsingfors. Öns area är 14,4 hektar och dess största längd är 0,6 kilometer i sydöst-nordvästlig riktning.